# Gagny
Gagny és un municipi francès, situat al departament de Sena Saint-Denis i a la regió d'Illa de França. L'any 1999 tenia 36.715 habitants.
Forma part del cantó de Gagny i del districte de Le Raincy. I des del 2016, de la divisió Grand Paris - Grand Est de la Metròpoli del Gran París.